# 馬里諾皮利 (戈洛瓦尼夫西克區)
48°19′3″N 30°34′41″E / 48.31750°N 30.57806°E
馬里諾皮利（烏克蘭語：Маринопіль）是烏克蘭中部的村莊，隸屬基洛夫格勒州的霍洛瓦尼夫斯克區。該村面積1.06平方公里，海拔高度185米，2001年人口222，人口密度每平方公里210人。